# Franz Josef/Waiau
Franz Josef/Waiau, auf Karten auch manchmal Franz Josef Glacier genannt, ist ein Ort im Westland District der Region West Coast auf der Südinsel von Neuseeland.

## Namensherkunft
Der Ort ist nach dem Gletscher Franz Josef Glacier benannt.

## Geographie
Der Ort liegt rund 100 km (148 Straßenkilometer) südwestlich von Hokitika, direkt am New Zealand State Highway 6 und am Waiho River, dem Gletscherfluss des Franz Josef Glacier.

## Bevölkerung
Zum Zensus des Jahres 2013 zählte der Ort 444 Einwohner, 3,5 % mehr als zur Volkszählung im Jahr 2006.

## Tourismus
Der Ort gilt als Ausgangspunkt zu Wanderungen zum Franz Josef Glacier und in den der Küste angrenzenden Regenwald. Wanderrouten sind hier:
- Alex Knob Track
- Canavans Knob
- Douglas Walk
- Lake Wombat
- Loop Track
- Roberts Point Track
- Terrace-Tatare Track [4]